# Ken Buchanan
Pour les articles homonymes, voir Buchanan.
Ken Buchanan (né le 28 juin 1945 à Édimbourg en Écosse et mort le 1er avril 2023) est un boxeur britannique.

## Carrière
Ken Buchanan devient champion du monde WBA des poids légers le 26 septembre 1970 en battant aux points par décision partagée le panaméen Ismael Laguna. Buchanan conserve sa ceinture contre Ruben Navarro le 12 février 1971. En même temps, il est reconnu comme le champion WBC. Buchanan conserve sa ceinture une 2e fois contre Laguna le 13 septembre 1971, mais s'incline au 13e round face à Roberto Duran le 26 juin 1972 au Madison Square Garden de New York.
Le boxeur écossais fait un retour gagnant deux mois plus tard en stoppant au 6e round Carlos Ortiz. Le 1er mai 1974, il remporte le titre de champion d'Europe EBU aux dépens d'Antonio Puddu mais il s'incline successivement face à Guts Ishimatsu le 27 février 1975 pour le gain de la ceinture WBC des poids légers et face à Charlie Nash le 6 décembre 1979 de nouveau pour le titre européen.

## Distinction
- Ken Buchanan est membre de l'International Boxing Hall of Fame depuis l'an 2000.